# 比利亚桑迪诺
比利亚桑迪诺，是西班牙卡斯蒂利亚-莱昂布尔戈斯省的一个市镇。总面积44平方公里，总人口255人（2001年），人口密度6人/平方公里。